# موئین گیاه (سرده)
موئین گیاه (نام علمی: Deschampsia) نام یک سرده از تیره گندمیان است.